# بيكوس بيل

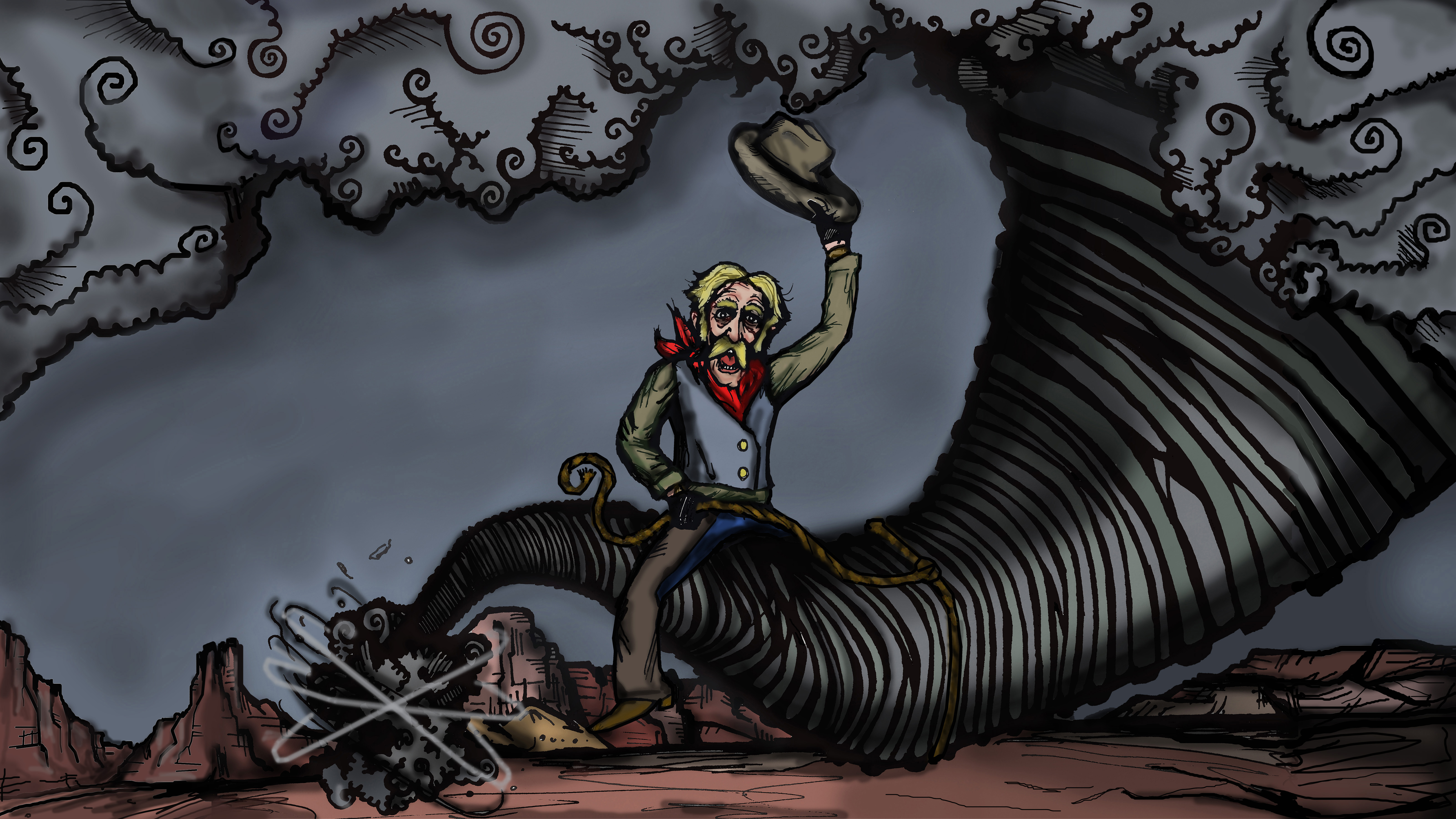
بيكوس بيل في مواجهة إعصار

بيكوس بيل (بالإنجليزية: Pecos Bill)‏ هو شخصية كاوبوي أمريكية، نشئت حوله حكايات كثيرة وذلك في الغرب الأمريكي القديم في ولايات تكساس ونيومكسيكو وأريزونا وجنوب كاليفورنيا، هذه الحكايات من اختراع إدوراد أو رايلي في بداية القرن العشرين وأصبحت جزء من الفلكلور، بيكوس بيل كان كشخص عملاق مثل بول بونيان وجون هينري.